# ألبرت ميرلين
ألبرت ميرلين (بالفرنسية: Albert Merlin)‏ هو اقتصادي فرنسي، ولد في 21 أبريل 1931 في فرنسا، وتوفي في 9 ديسمبر 2015.